# 法比奥·格罗巴特
法比奧·格羅巴特（西班牙語：Fabio Grobart；1905年8月30日—1994年10月22日）是一位古巴馬克思列寧主義革命家和政治家。他参与了1950年代后期反对富爾亨西奧·巴蒂斯塔的古巴革命，並在菲德尔·卡斯特罗於古巴革命後掌權的過程中發揮重要作用。

## 生平
1905年8月30日，法比奧·格羅巴特出生於波蘭比亞維斯托克。1922年，加入波兰青年共产主义联盟。后来，離開波蘭前往古巴定居。1925年，法比奧·格羅巴特成為古巴人民社會黨的創始成員之一。 
他使1959年古巴革命走上社會主義發揮了重要作用。隨著年齡增長，法比奧·格羅巴特被視為古巴共產黨的歷史學家。1994年10月22日，他在古巴去世。